# 斯特芬·多赫提
斯特芬·多赫提（1980年4月15日—）是一位威爾斯政治人物，屬於勞工及合作黨。自2012年起，他擔任南加的夫和珀納思選區的國會議員。目前，他是英國外交部的歐洲、北美洲及海外領土事務國務大臣。
他曾經擔任影子外交聯邦及發展部部長，但於2016年1月6日曾經在電視節目上辭職。